# الدوري 1 (إندونيسيا)
الدوري 1 (بالإندونيسية: Liga 1)، والمعروف سابقاً باسم دوري السوبر الإندونيسي (ISL) في إندونيسيا وهو أعلى مستوى المنافسة المهنية لأندية كرة القدم في أندونيسيا. يتنافس على الدوري 18 ناديا تعمل بنظام الهبوط والصعود.

## موسم 2017

### النوادي والأندية
سوف تتنافس الأندية ال 18 التالية في دوري السوبر الأندونيسي خلال موسم 2017.
| النادي                   | المدينة/المنطقة   | المقاطعة          | النادي                                          | السعة         |
| ------------------------ | ----------------- | ----------------- | ----------------------------------------------- | ------------- |
| آريما                    | مالانغ            | جاوة الشرقية      | كانجوروهان غاجايانا                             | 42,449 35,000 |
| بالي يونايتيد            | غيانيار           | بالي              | كابتن آي وايان ديبتا                            | 25,000        |
| باريتو بوترا             | بنجرماسين         | كليمنتان الجنوبية | 17 مايو                                         | 15,000        |
| بهايانغكارا              | بيكاسي            | جاوة الغربية      | باتريوت                                         | 30,000        |
| بورنيو                   | ساماريندا         | كالمنتان الشرقية  | Segiri                                          | 16,000        |
| مادورا يونيتيد           | Pamekasan         | جاوة الشرقية      | Gelora Ratu Pamelingan                          | 15,000        |
| ميترا كوكار              | Kutai Kartanegara | كالمنتان الشرقية  | Aji Imbut                                       | 35,000        |
| بيرسيغريس غريسيك يونيتيد | غريسيك            | جاوة الشرقية      | Gelora Joko Samudro                             | 25,000        |
| بيرسيلا لامونغان         | Lamongan          | جاوة الشرقية      | Surajaya                                        | 14,000        |
| بيرسيرو سيروي            | Serui             | بابوا             | Marora                                          | 10,000        |
| برسيب باندونغ            | باندونغ           | جاوة الغربية      | Gelora Bandung Lautan Api جالاك هاروبات سوريانغ | 38,000 27,000 |
| بيرسيبا باليكبابان       | باليكبابان        | كالمنتان الشرقية  | ملعب غاجايانا ملعب باتاكان                      | 35,000 42,000 |
| برسيجا جاكارتا           | جاكارتا           | جاكارتا           | Patriot Candrabhaga                             | 30,000        |
| برسيبورا جايابورا        | جايابورا          | بابوا             | ماندالا                                         | 30,000        |
| بي إس تني                | Bogor             | جاوة الغربية      | ملعب باكانساري                                  | 30,000        |
| بي.إس.إم. ماكاسار        | ماكاسار           | سولاوسي الجنوبية  | Andi Mattalatta                                 | 15,000        |
| سيمين بادانغ             | بادنغ             | سومطرة الغربية    | حجي آغوس سليم                                   | 10,000        |
| سريويجايا                | فلمبان            | سومطرة الجنوبية   | استاد غيلورا سريويجايا                          | 40,000        |

## تاريخ البطولة
| الموسم                         | البطل                                                           | الوصيف                                                          | المركز الثاني                                                   |
| ------------------------------ | --------------------------------------------------------------- | --------------------------------------------------------------- | --------------------------------------------------------------- |
| 2008–09 ‏                       | برسيبورا جايابورا                                               | Persiwa Wamena                                                  | برسيب باندونغ                                                   |
| 2009–10 ‏                       | آريما                                                           | برسيبورا جايابورا                                               | Persiba Balikpapan                                              |
| 2010–11 ‏                       | برسيبورا جايابورا                                               | آريما                                                           | برسيجا جاكارتا                                                  |
| دوري السوبر الإندونيسي 2011–12 | سريويجايا                                                       | برسيبورا جايابورا                                               | Persiwa Wamena                                                  |
| دوري السوبر الإندونيسي 2013    | برسيبورا جايابورا                                               | آريما                                                           | Mitra Kukar                                                     |
| 2014                           | برسيب باندونغ                                                   | برسيبورا جايابورا                                               | —                                                               |
| 2015                           | تم التخلي عن المسابقة بسبب تعليق الفيفا                         | تم التخلي عن المسابقة بسبب تعليق الفيفا                         | تم التخلي عن المسابقة بسبب تعليق الفيفا                         |
| 2016                           | Replaced temporarily with دوري السوبر الإندونيسي 2016[Note ISC] | Replaced temporarily with دوري السوبر الإندونيسي 2016[Note ISC] | Replaced temporarily with دوري السوبر الإندونيسي 2016[Note ISC] |
| 2017                           |                                                                 |                                                                 |                                                                 |

قبل عام 2008 كان أعلى مستوى من منافسات كرة القدم الاحترافية في إندونيسيا هو الدرجة الأولى. واستخدمت صيغة الجمع بين الجولة الأولى من الجولة الأولى والجولة الثانية من عمليات التصفية الفردية.
ملاحظات
1. ^ كانت بطولة إندونيسيا لكرة القدم مسابقة لمرة واحدة ولم يقرها اتحاد كرة القدم الإندونيسي (اتحاد إندونيسيا لكرة القدم).  أقيمت المسابقة لأن PSSI كان لا يزال يخضع لتعليق FIFA في ذلك الوقت

## أكثر الأندية نجاحاً
| النادي            | البطولات | كالوصيف | سنوات الفوز                                     |
| ----------------- | -------- | ------- | ----------------------------------------------- |
| برسيبورا جايابورا | 3        | 3       | 2008–09 ‏, 2010–11 ‏, دوري السوبر الإندونيسي 2013 |
| آريما             | 1        | 2       | 2009–10 ‏                                        |
| سريويجايا         | 1        | 0       | دوري السوبر الإندونيسي 2011–12                  |
| برسيب باندونغ     | 1        | 0       | 2014                                            |